# HK Kranjska Gora
HK Kranjska Gora (celým názvem: Hokejski klub Kranjska Gora) byl slovinský klub ledního hokeje, který sídlil v Kranjské Goře v Hornokraňském regionu. Založen byl v roce 1961. Klub byl naposled účastníkem jugoslávské nejvyšší soutěže v sezóně 1987/88. Největším úspěchem klubu v jugoslávské soutěži bylo druhé místo ze sezóně 1966/67. Zanikl v roce 2006. Klubové barvy byly červená a žlutá.
Své domácí zápasy odehrával v Jesenicích v tamější hale Dvorana Podmežakla s kapacitou 4 000 diváků.

## Historické názvy
- 1961 – HK Kranjska Gora (Hokejski klub Kranjska Gora)
- 1996 – HK HIT Casino Kranjska Gora (Hokejski klub HIT Casino Kranjska Gora)

## Přehled ligové účasti
Zdroj:
- 1962–1972: Jugoslávská liga ledního hokeje (1. ligová úroveň v Jugoslávii)
- 1973–1980: Jugoslávská liga ledního hokeje (1. ligová úroveň v Jugoslávii)
- 1981–1982: Jugoslávská liga ledního hokeje (1. ligová úroveň v Jugoslávii)
- 1983–1988: Jugoslávská liga ledního hokeje (1. ligová úroveň v Jugoslávii)
- 1995–2004: Slovenska hokejska liga (1. ligová úroveň ve Slovinsku)
- 2005–2006: Slovenska hokejska liga (1. ligová úroveň ve Slovinsku)